# Sự bành trướng của Macedonia dưới triều đại Philippos II
Vốn ban đầu chỉ là một vương quốc đứng ngoài lề các vấn đề của thời kỳ Hy Lạp cổ điển, dưới triều đại của Philippos II (359–336 TCN), vương quốc Macedonia đã trở thành thế lực thống trị Hy Lạp cổ đại trong khoảng thời gian chỉ 25 năm, phần lớn nhờ vào các chính sách và tính cách của vị vua này. Ngoài việc sử dụng ngoại giao khéo léo và các liên minh hôn nhân để đạt được các mục đích chính trị của mình, Philippos II còn chịu trách nhiệm cho việc cải cách quân đội Macedonia cổ đại thành một đội quân tinh nhuệ thiện chiến. Đội hình phalanx Macedonia đã trở thành chuẩn mực của quân đội Macedonia dưới triều đại của ông và trong thời kỳ Hy Lạp hóa sau đó. Quân đội của ông và các kỹ sư cũng đã sử dụng rộng rãi những loại vũ khí công thành.
Vào giai đoạn đầu triều đại của Philippos II, Macedonia đã vướng vào các cuộc chiến tranh với người Illyri và người Thraci. Đối thủ chính trong số những kẻ thù người Thraci của Philippos đó là vua Kersebleptes, ông ta có thể đã xây dựng một liên minh tạm thời với Athens. Sau một loạt các chiến dịch kéo dài từ năm 356 tới năm 340 TCN, Philippos II cuối cùng đã khuất phục được Kersebleptes và khiến cho ông ta trở thành một chư hầu cống nạp, ông đã chinh phục phần lớn Thrace trong tiến trình này và thành lập nhiều thành phố mới tại đây chẳng hạn như là Philippi (ngày nay là Filippoi, Hy Lạp) và Philippopolis (ngày nay là Plovdiv, Bulgaria). Philippos II còn chiến đấu chống lại vị vua người Illyri là Bardylis, ông ta đã đe dọa Macedonia, và chống lại Grabos và Pleuratus ở Illyria (trung tâm nằm tại Albania ngày nay).
Philippos II cuối cùng đã tiến hành chiến dịch chống lại thành bang Athens và đồng minh của nó ở khu vực Aegea, cũng như là chống lại Thebes sau khi quyền bá chủ của nó suy tàn ở khu vực đất liền Hy Lạp. Để bảo vệ cho Đại nghị liên minh ở Delphi cùng chung với liên minh Thessaly, Macedonia đã đóng vai trò chủ đạo trong cuộc chiến tranh Thần Thánh lần thứ Ba (356–346 TCN), họ đã đánh bại người Phocis dưới sự chỉ huy của Onomarchos tại trận cánh đồng Crocus vào năm 352 TCN. Khi đang chuẩn bị phát động một cuộc tấn công trực tiếp nhằm vào Athens trong năm 346 TCN, vị vua Macedonia đã đón tiếp vị sứ thần Athen và đồng ý một hiệp ước hòa bình mà được biết đến với tên gọi là Hòa ước Philocrates. Theo hiệp ước này, Macedonia và Athens đã trở thành đồng minh và Athens buộc phải từ bỏ yêu sách của nó đối với thành phố Amphipolis (ngày này nằm ở miền Trung Macedonia).
Hiệp ước Philocrates cuối cùng đã bị phá vỡ khi chiến sự lại được khơi mào giữa Athens và Macedonia. Demosthenes, vị chính khách Athen vốn đóng góp một phần trách nhiệm trong việc xây dựng nên hiệp ước hòa bình trên, đã đọc một loạt các bài diễn văn khuyến khích những người Athen đồng hương chống lại Philippos II. Quyền bá chủ của người Macedonia đối với Hy Lạp đã được đảm bảo sau chiến thắng của họ trước một liên quân Hy Lạp dưới sự lãnh đạo của Athens và Thebes tại trận Chaeronea vào năm 338 TCN. Tiếp theo sau đó một liên bang của các quốc gia Hy Lạp được biết đến với tên gọi là liên minh Corinth đã được thành lập, nó đã khiến cho những kẻ thù cũ người Hy Lạp và những người khác tham gia vào một liên minh hình thức với Macedonia. Liên minh Corinth đã bầu Philippos là strategos (tức là tổng tư lệnh) cho một cuộc xâm lược được lên kế hoạch sẵn nhằm vào đế quốc Achaemenes của Ba Tư. Tuy nhiên, Philippos đã bị ám sát trước khi ông có thể bắt đầu chiến dịch và thay vào đó nhiệm vụ này đã rơi vào tay của người con trai và cũng là người kế vị của ông là Alexandros Đại đế.

## Nguồn sử liệu

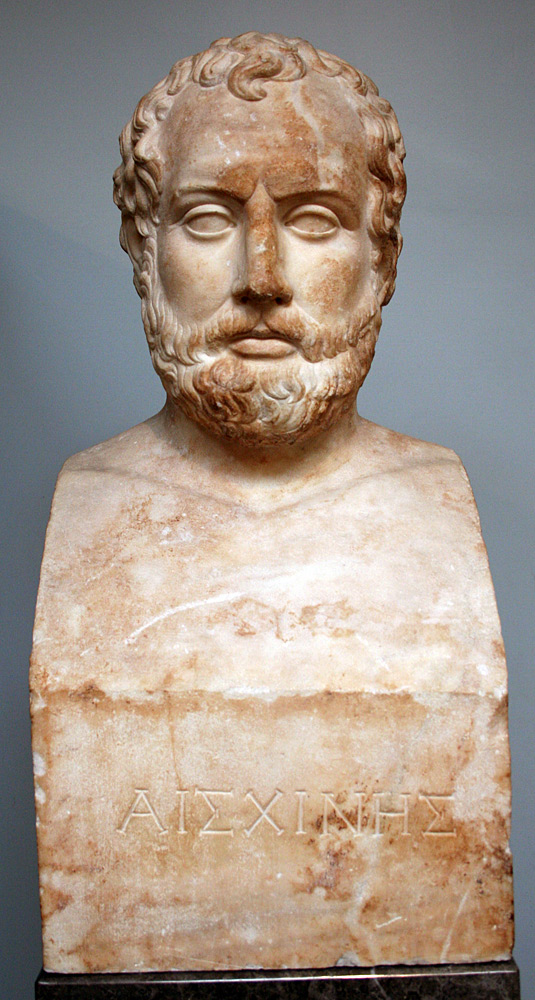
Bức tượng bán thân bằng đá cẩm thạch của vị chính khách Athen Aeschines, thế kỷ thứ 4 TCN, Bảo tàng Anh

### Hy Lạp vào đầu thế kỷ thứ 4 TCN

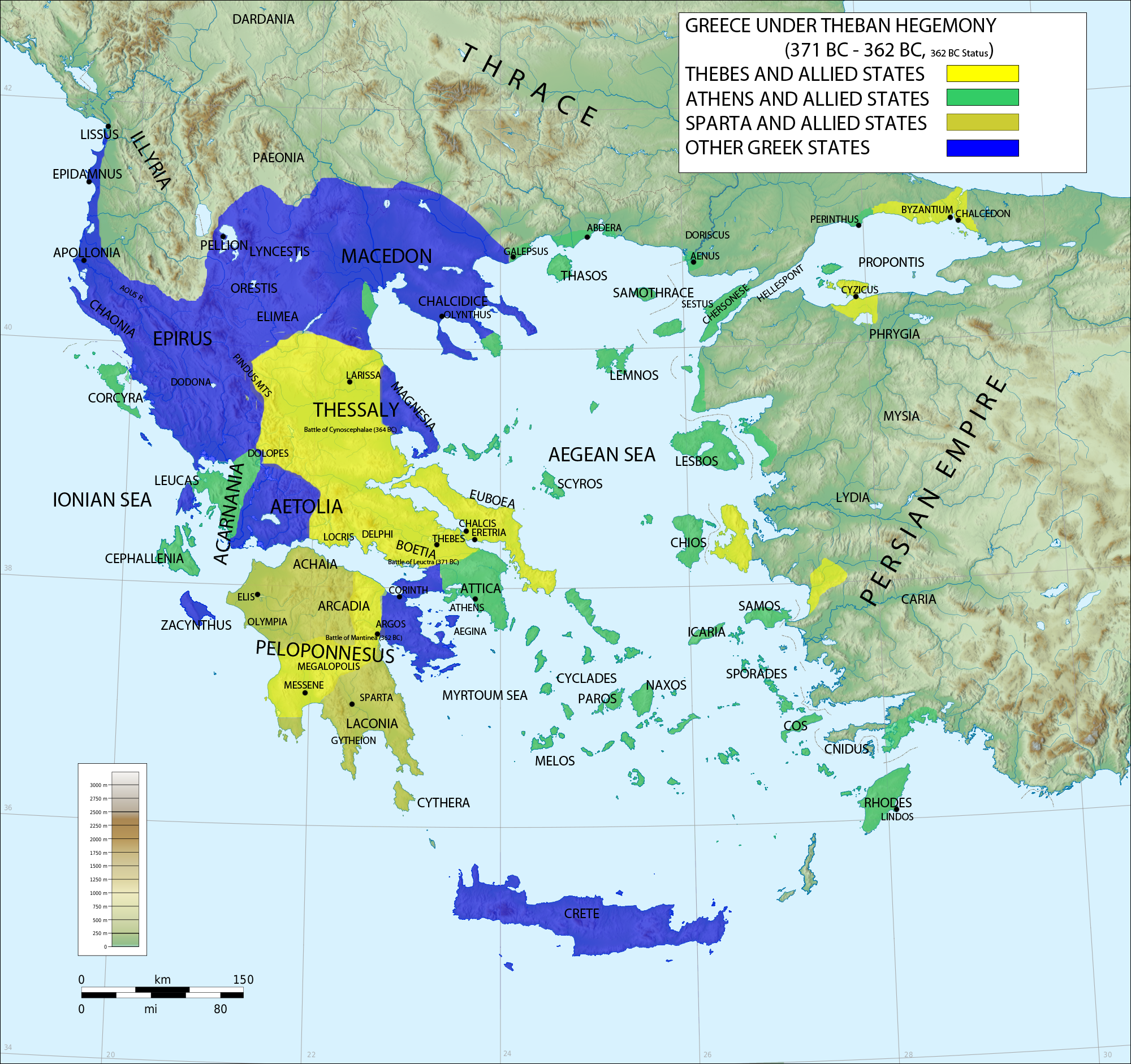
Quyền bá chủ của Thebes ở Hy Lạp từ năm 371-362 TCN.

Sự bành trướng của Macedonia dưới triều đại Philippos II của Macedonia

### Cải cách quân đội

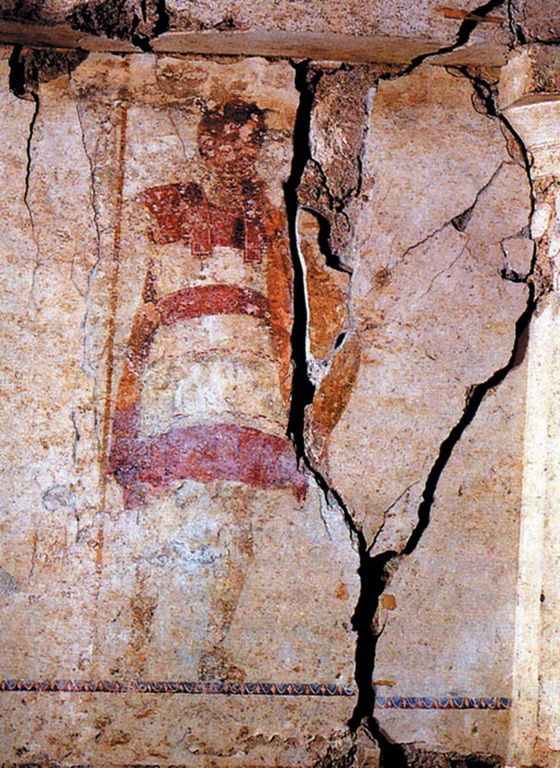
Bức tranh màu miêu tả một người lính mặc linothorax, nó đến từ Ngôi mộ phán xét tại Mieza ở Imathia, Hy Lạp, và có niên đại là vào thế kỷ thứ 4/3 TCN

### Trận Methone

Những người láng giềng của Macedonia vào thời cổ đại

### Thessaly

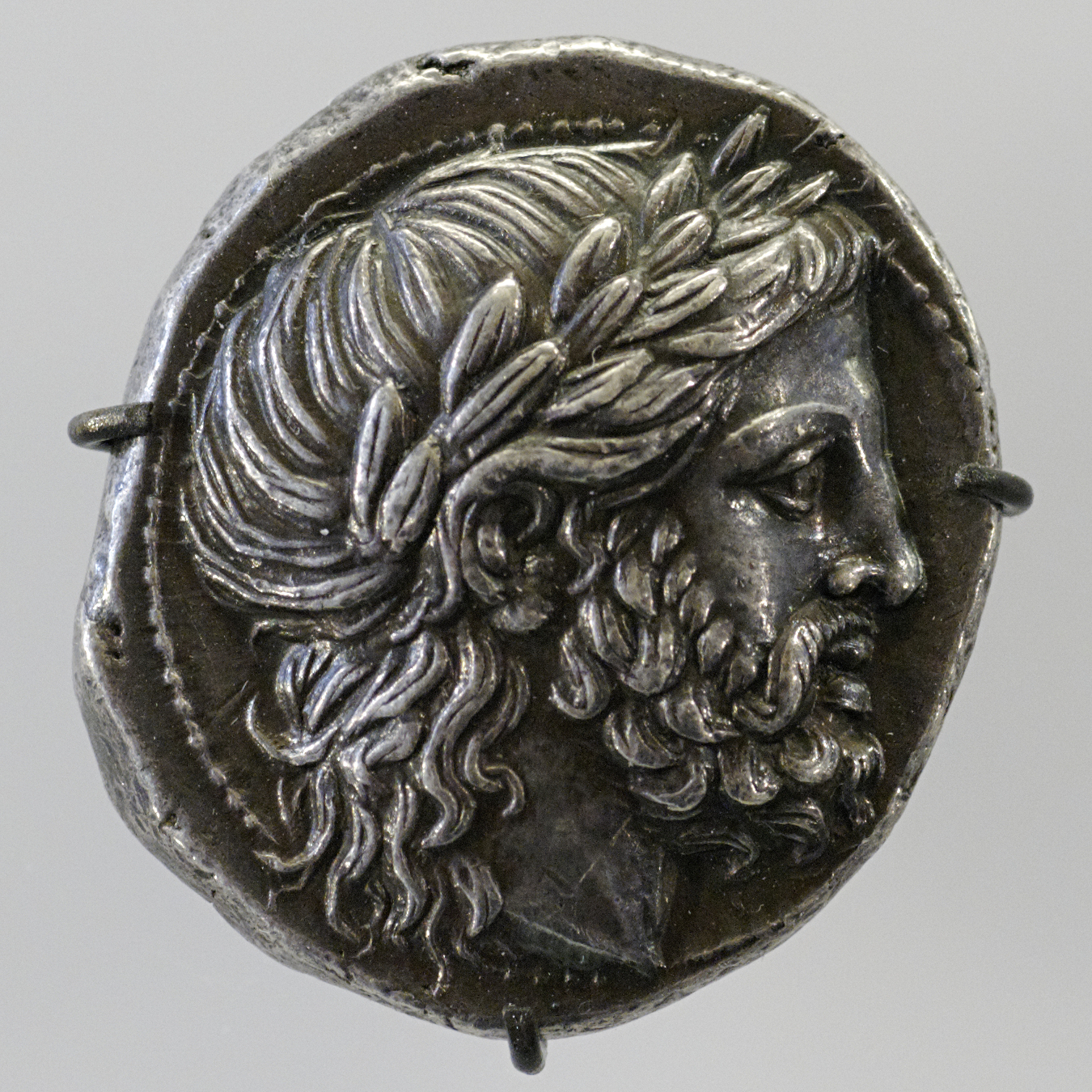
Philippos II của Macedonia – một đồng tetradrachm bằng bạc được đúc dưới triều đại của ông

### Amphipolis (357 TCN)

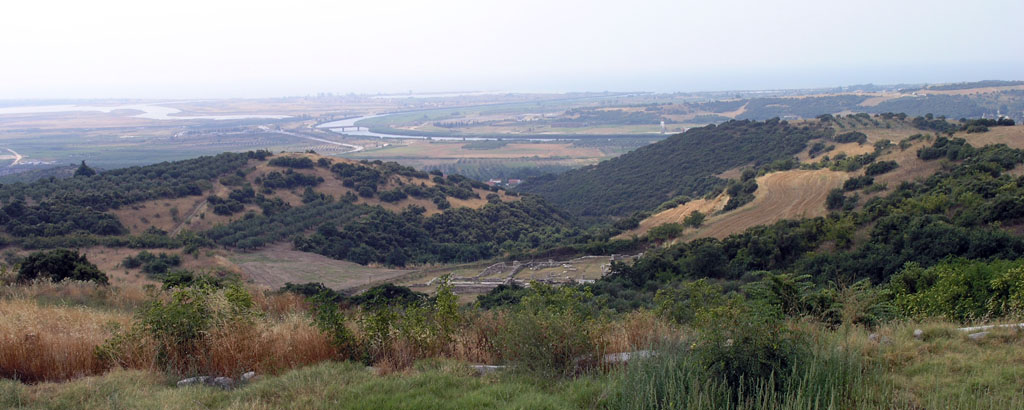
Quang cảnh sông Strymon nhìn từ khu vực acropolis của Amphipolis

### Liên minh chống Philippos (356–352 TCN)

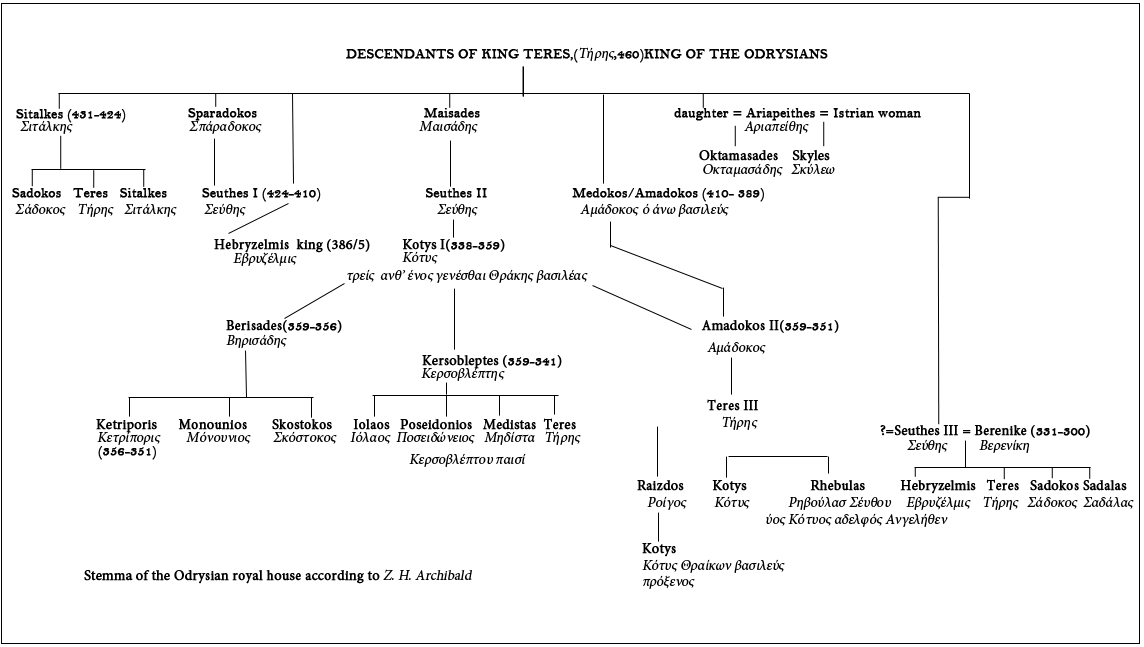
Cây phả hệ của các vị vua thuộc vương quốc Odrysia của Thrace